# Herbert E. Horowitz

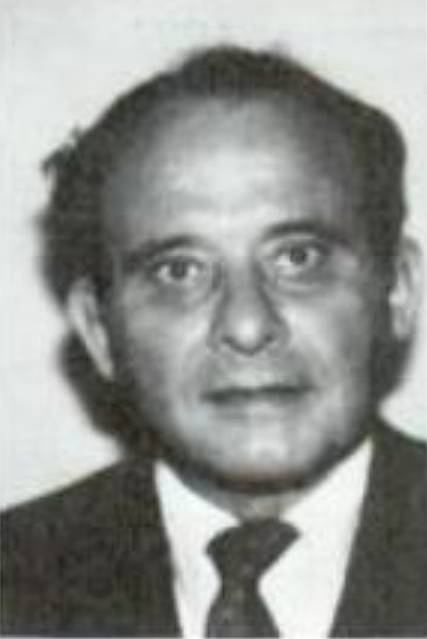
Herbert E. Horowitz (etwa 1984–1986)

Herbert Eugene Horowitz (* 10. Juli 1930 in Brooklyn, New York City; † 2. März 2019 in Pasadena) war ein Diplomat der Vereinigten Staaten.

## Leben
Horowitz wuchs in Crown Heights, Brooklyn auf und machte seinen Abschluss an der Boys High School (Brooklyn). Er besuchte zwei Jahre die Alfred University, bevor er 1952 an das Brooklyn College wechselte (B.A.). 1964 erwarb er einen M.A. an der Columbia University und 1965 einen M.A. an der Fletcher School of Law and Diplomacy.
Horowitz trat 1956 in den Auswärtigen Dienst ein und wurde als Wirtschaftsreferent an die Botschaft in Taipeh, Taiwan, berufen. 1962 kehrte er nach Washington zurück, um Wirtschaftsreferent im Büro für Ostasien- und China-Angelegenheiten zu werden. Als Berufsdiplomat im Senior Foreign Service, Klasse Minister-Counselor war er Generalkonsul in Sydney, Australien von 1981 bis 1984 und stellvertretender Missionschef der Botschaft in Peking, China von 1984 bis 1986. Als amerikanischer Botschafter war er von 1986 bis 1989 in Gambia, wo er die Nachfolge von Robert Thomas Hennemeyer antrat.
Der in Washington, D.C., lebende Horowitz besuchte seinen Sohn in Kalifornien, als dieser an einem Schlaganfall starb.